# 八積村
八積村（やつみむら）は、千葉県長生郡（長柄郡）にかつて存在した村である。
村名は8村が合併して成立したことによる。外房線八積駅、長生村立八積小学校にその名をとどめる。

## 地理
- 現在の長生村の南部に位置する。
- 村のほとんどは平地である。

## 歴史

### 沿革
- 1889年（明治22年）4月1日 - 町村制施行に伴い、金田村、信友村、水口村、北水口村、藪塚村、七井土村、岩沼村、宮原村の8村が合併して長柄郡八積村が発足。
- 1897年（明治30年）4月1日 - 長柄郡、上埴生郡が統合されて長生郡となる。
- 1898年（明治31年）3月25日 - 房総鉄道（現外房線）に岩沼駅（現八積駅）が開業。
- 1907年（明治40年）9月1日 - 房総鉄道が国有化。
- 1915年（大正4年）3月11日 - 岩沼駅が八積駅に改称。
- 1953年（昭和28年）11月3日 - 八積村は一松村、高根村とともに合併し、長生村が発足。同日八積村廃止。
- 1955年（昭和30年）9月30日 - 長生村（旧八積村）大字宮原が一宮町に編入。

変遷表
| 1868年 以前 | 1868年 以前 | 明治22年 4月1日 | 明治30年 4月1日 | 明治30年 4月1日 | 昭和28年 11月3日 | 昭和30年 9月30日 | 現在   |
| ----------- | ----------- | --------------- | --------------- | --------------- | ---------------- | ---------------- | ------ |
|             | 金田村      | 八積村          | 長生郡 発足     | 八積村          | 長生村           | 長生村           | 長生村 |
|             | 信友村      | 八積村          | 長生郡 発足     | 八積村          | 長生村           | 長生村           | 長生村 |
|             | 岩沼村      | 八積村          | 長生郡 発足     | 八積村          | 長生村           | 長生村           | 長生村 |
|             | 七井土村    | 八積村          | 長生郡 発足     | 八積村          | 長生村           | 長生村           | 長生村 |
|             | 水口村      | 八積村          | 長生郡 発足     | 八積村          | 長生村           | 長生村           | 長生村 |
|             | 北水口村    | 八積村          | 長生郡 発足     | 八積村          | 長生村           | 長生村           | 長生村 |
|             | 藪塚村      | 八積村          | 長生郡 発足     | 八積村          | 長生村           | 長生村           | 長生村 |
|             | 宮原村      | 八積村          | 長生郡 発足     | 八積村          | 長生村           | 一宮町 に編入    | 一宮町 |

## 人口・世帯

### 人口
総数 [単位： 人]
| 1891年（明治24年） | 3,011 |
| 1925年（大正14年） | 2,781 |
| 1950年（昭和25年） | 4,123 |

### 世帯
総数 [単位： 世帯]
| 1925年（大正14年） | 548 |
| 1950年（昭和25年） | 772 |

## 交通

### 鉄道
- 日本国有鉄道（ → 東日本旅客鉄道）
  - 房総東線（ → 外房線）
    - 八積駅

### 道路
- 二級国道
  - 国道128号